# Балака, Рикардо

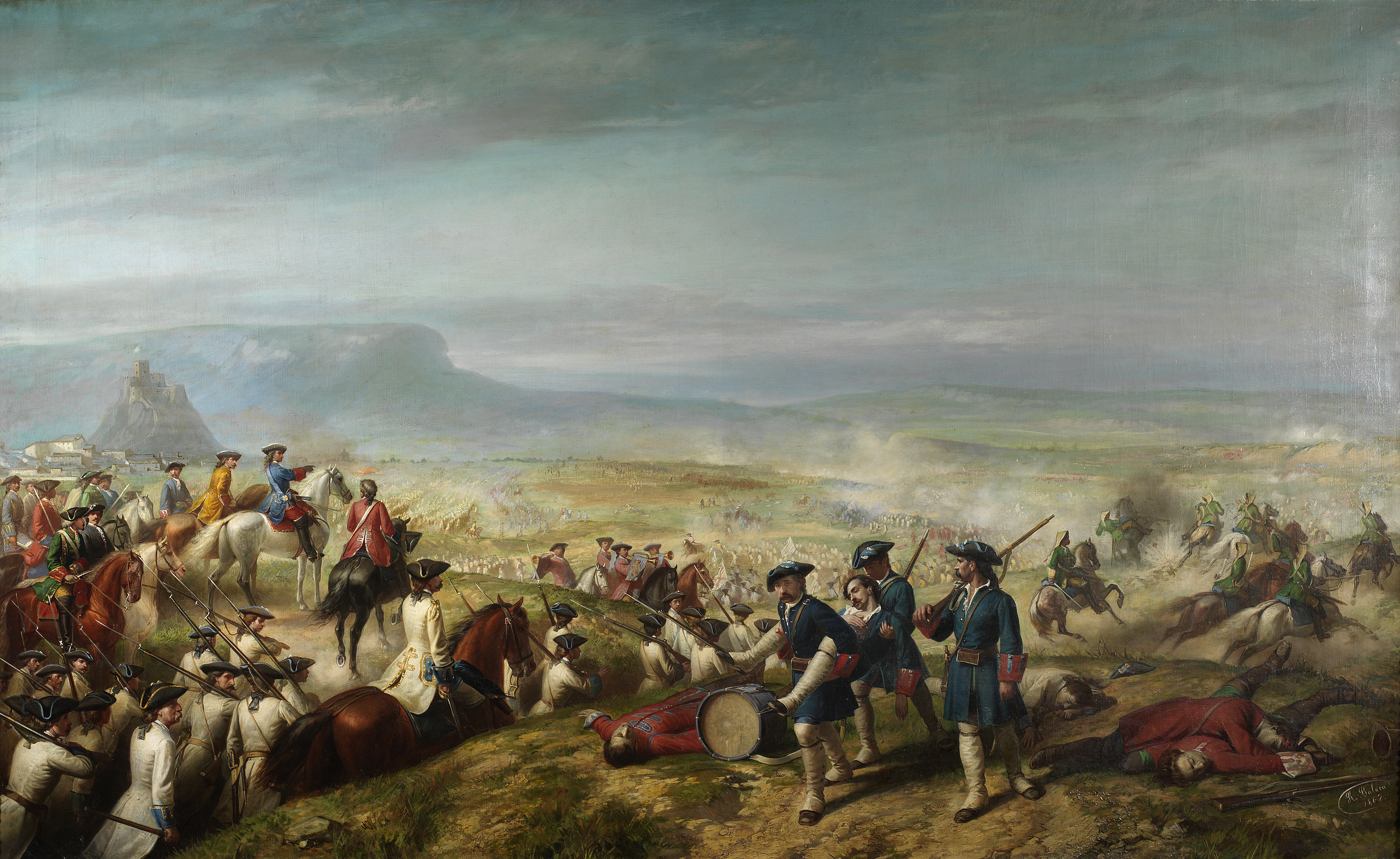
«Битва под Альмансой» кисти Рикардо Балака

Рикардо Балака-и-Орехас-Кансеко (31 декабря 1844 — 12 февраля 1880) — крупнейший испанский баталист XIX века. Блестяще проявил себя и в портретной, и в религиозной живописи; более всего прославился серией гравюр к «Дон-Кихоту» Сервантеса.

## Биография
Рикардо Балака родился в 1844 г., в Лиссабоне, куда эмигрировали его родители. Но уже в 1850 году семья возвратилась в Испанию. Рикардо вырос в богатом художественными коллекциями Мадриде, учился живописи первоначально у своего отца, известного портретиста Хосе Балака-и-Карриона, а затем — в Королевской Академии Изящных Искусств Сан-Фернандо (San Fernando), где на него особое влияние оказал Федерико де Мадрасо. Наследственный талант Рикардо Балака проявился в очень раннем возрасте. Уже 14-ти лет от роду Рикардо с успехом принимал участие в Мадридских выставках. Многие его картины, впоследствии приобретенные правительством, находятся в мадридском музее Де-Форменто (de Fomento). Высшего совершенства Рикардо Балака достиг в многофигурных композициях — жанровых и батальных. Его картина «Битва под Альмансой» (написанная художником в 18-летнем возрасте) украшает мадридский Дворец Кортесов.
В 1859—1860 гг. Рикардо Балака создал батальный цикл «Испано-марокканская война». Картина «Гусарский эскадрон в Африке» (1859 г.) написана в соавторстве с П. Серралонгой (P. Serrallonga), другие полотна данного цикла созданы исключительно Балакой.
В 1873 г. Военное министерство направило Рикардо Балака корреспондентом на театр II Карлистской войны (1872—1876). Там он сделал много ценнейших зарисовок с натуры, а позднее написал посвящённый ей цикл «Tercera Guerra Carlista», где особо выделяется монументальное полотно «Нападение басков-карлистов». По замыслу автора, на картине представлены только карлисты, а правительственные войска — «за кадром». Подобный приём позволил художнику выразить симпатию к карлистам, избежав цензурных придирок. Артиллерия косит ряды мятежников, но их лица исполнены железной решимости защищать до последнего вздоха своего короля и свои вольности (фуэрос). Примечательно, что среди баскских офицеров Балака изобразил подполковника М. Д. Скобелева, бывшего очевидцем нескольких сражений этой войны. В 1876 г. Балака снова отправился на Северный ТВД — на сей раз в свите юного короля Альфонсо XII, вскоре прозванного Умиротворителем.
Рикардо Балака разрабатывал и религиозные сюжеты: в частности, расписывал плафоны в мадридской церкви «Buen Suceso» (совместно со старшим братом Эдуардо Балака). А большая серия гравюр к «Дон-Кихоту» Сервантеса прославила Рикардо Балака далеко за пределами Испании.
В 1893 году почтовое ведомство США выпустило 15-центовую марку с гравюрой Ч. Скиннера по картине Рикардо Балаки «Приём Колумба по его возвращении из первого путешествия Их Католическими Высочествами в Барселоне».

## Семья
Рикардо Балака был женат на Терезе Вергара Домингес, у них родилось трое детей. Его брат Эдуардо Балака тоже был выдающимся живописцем.